# Namploh Blang Garang
Namploh Blang Garang is een bestuurslaag in het regentschap Bireuen van de provincie Atjeh, Indonesië. Namploh Blang Garang telt 290 inwoners (volkstelling 2010).